# Muhadjirs
Les Muhadjirs, Mohajirs ou Mohadjirs (en ourdou : مہاجر) sont un groupe ethnique du Pakistan. Leur nom vient du mot arabe « muhadjir » signifiant émigrant. Ainsi, les Muhadjirs sont les musulmans indiens de langue ourdou qui ont rejoint le pays à partir de la partition des Indes en 1947, ainsi que leurs descendants, à l'exclusion donc des Pendjabis musulmans venus du côté indien. 
Les Muhadjirs vivent surtout à Karachi, où ils sont largement majoritaires et dominent la politique locale, et Hyderabad, dans la province du Sind. Ils représentent environ 8 % de la population et forment l'essentiel des locuteurs natifs ourdou du pays.
De nombreuses figures du Mouvement pour le Pakistan étaient Muhadjirs, alors qu'ils vivaient à l'époque du Raj britannique dans des provinces où les musulmans étaient minoritaires. S'étant retrouvés en Inde au moment de la partition, ils ont rejoint la nouvelle nation islamique qu'ils ont contribué à créer et dans laquelle ils deviennent un groupe minoritaire. 

## Étymologie
Le mot ourdou « muhadjir » est tiré de l'arabe (مهاجر) et signifie émigrants, exilés ou réfugiés. Il fait référence à un évènement du début de l'Islam, l'hijra, c'est-à-dire l'exil de Mahomet et des premiers musulmans de La Mecque vers Médine en 622,.
Ce mot est récupéré dès les premiers jours de la création du Pakistan, lors de la partition des Indes en août 1947, par la nouvelle administration pakistanaise qui entend ainsi établir un parallèle entre la fuite des musulmans de La Mecque aux débuts de l'Islam et l'exil des musulmans indiens pour rejoindre leur « terre promise », une nation islamique destinée à les accueillir. 

## Répartition

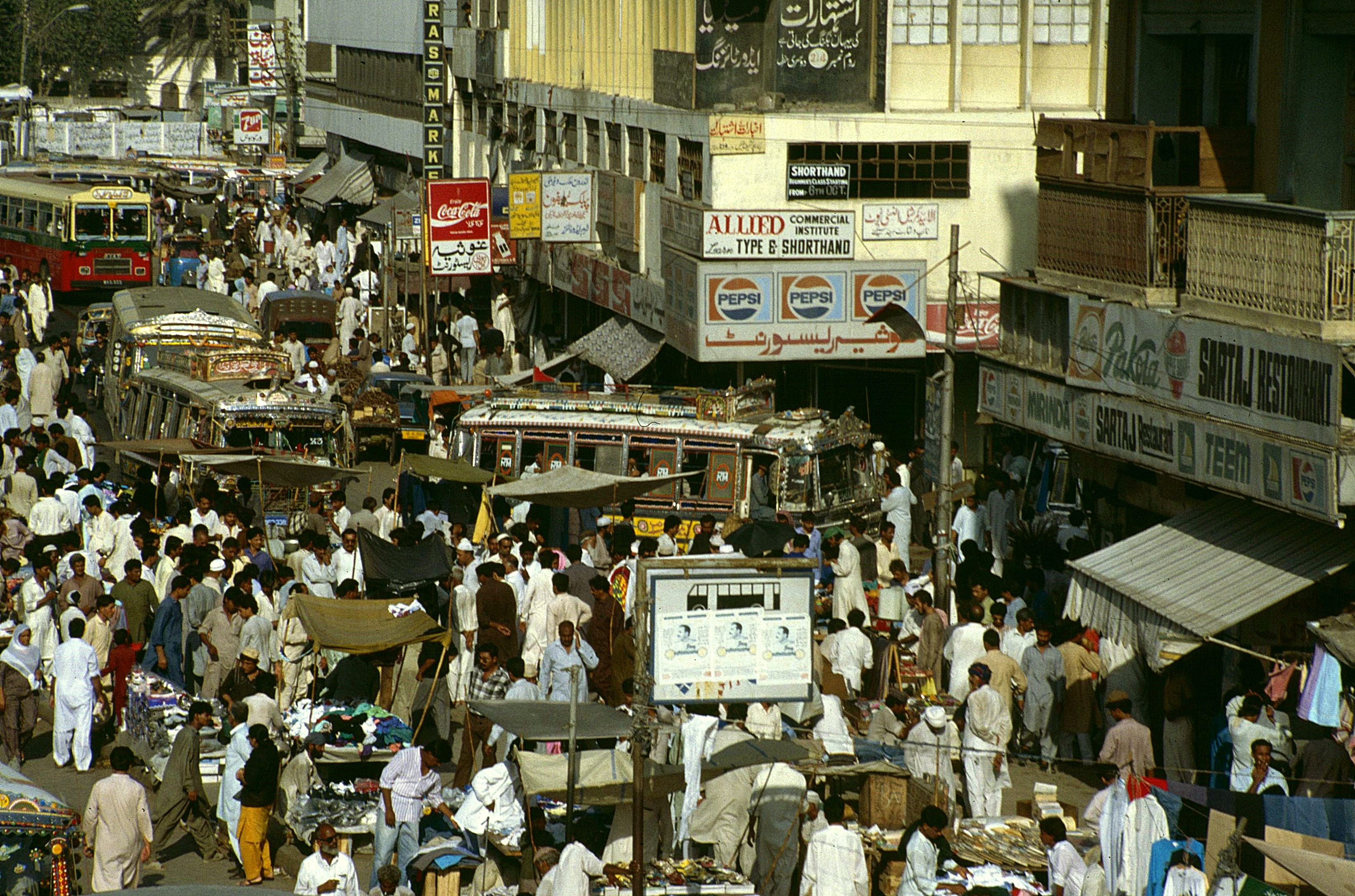
Karachi en 1990.

Les Muhadjirs comptent pour près de 7,6 % de la population du Pakistan en 2017 selon le World Factbook de la CIA, mais ils sont particulièrement mal répartis sur le territoire. Ils vivent en effet principalement dans les grandes villes de la province du Sind, et comptent même pour près de 20 % de la population urbaine totale du pays. Ils sont majoritaires dans trois villes : Karachi, la plus peuplée du pays, et plus particulièrement le quartier Korangi, ainsi qu'à Hyderabad et Sukkur, deuxième et troisième villes du Sind. Ils représentaient entre 55 et 65 % de la population dans ces trois villes, selon le recensement de 1961. À Karachi, ils représentent 61 % de la population selon le recensement de 1981.

## Histoire
Le groupe ethnique obtient une reconnaissance officielle lors du premier recensement du Pakistan, en 1951. Il désigne alors la totalité des réfugiés venus d'Inde pendant et après la partition, et compte près sept millions d'individus, dont 700 000 au Bengale oriental, soit environ 20 % de la population. Ils appartiennent  en réalité à des groupes ethniques différents, préexistants en Inde, et parlant des langues différentes. La plupart d'entre-eux sont pourtant Pendjabis ou Bengalis, deux ethnies déjà largement présentes au Pakistan. 
Le mot muhadjir désignera alors plus strictement les musulmans indiens venus de provinces majoritairement hindoues et parlant une autre langue que celle de la province pakistanaise qui les accueille. Surtout originaires des provinces unies d'Agra et d'Oudh et du Bihar, ils sont alors seulement un million selon le recensement de 1951, et parlent essentiellement l'ourdou en vivant dans la province du Sind. 
Aux premières années de l'histoire du Pakistan, l'élite muhadjire dispose d'un pouvoir politique important, étant donné le rôle primordial joué par ceux-ci lors du Mouvement pour le Pakistan. Ils dominent alors le pouvoir politique et la fonction publique, avant la montée progressive de l'élite pendjabie, ethnie majoritaire du Pakistan occidental, dès les années 1950. La plupart vivent toutefois dans le dénuement, ayant souvent tout abandonné en Inde pour s'installer au Pakistan.
À compter des années 1960, l'arrivée de Muhadjirs de l'Inde vers le Pakistan commence à se tarir, avant de devenir marginale. Dès les années 1980, Karachi va voir l'arrivée de nouvelles vagues d'immigrés pachtounes, créant des conflits communautaires dans la ville. Aujourd'hui, il peut être remarqué que les Mohadjirs constituent une part non négligeable de la diaspora pakistanaise dans le monde (notamment en Amérique du Nord et dans la région du Golfe Persique).

## Représentation politique

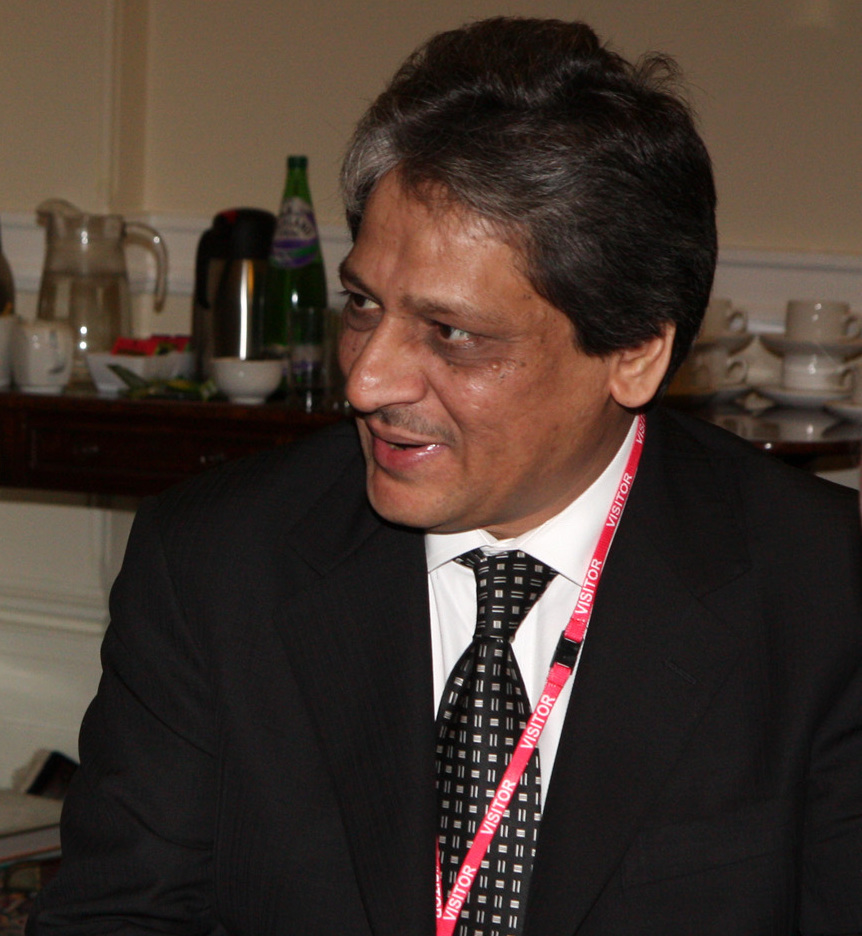
Ishrat-ul-Ibad Khan, gouverneur du Sind de 2002 à 2016, est Muhadjir.

De plus en plus discriminés et marginalisés sur la scène politique, les Muhadjirs ont commencé à s'organiser politiquement au cours des années 1970. En 1978, l'organisation étudiante All Pakistan Mohajir Students est fondée sous l'impulsion d'Altaf Hussain puis le parti politique Mohajir Qaumi Movement (MQM) en 1984, dont Altaf Hussain prend la tête l'année suivante. Dès les élections législatives de 1988, le MQM domine la politique à Karachi et se rallie à divers partis majoritaires au niveau national en échange de la prise en compte de ses intérêts. Au cours des six scrutins ayant eu lieu entre ces élections et celles de 2008, le parti a obtenu entre 42 et 71 % des voix dans la ville. 
Au cours des années 1990, le parti est impliqué dans les larges violences communautaires et mafieuses qui frappent la ville, et est visé par des opérations militaires et de nombreuses exactions qui ne réussiront toutefois pas à l'affaiblir. Depuis le début des années 2000, le MQM s'est successivement allié au général putschiste Pervez Musharraf, lui-même Muhadjir, au Parti du peuple pakistanais en 2008 puis à Imran Khan en 2018. Le parti réussit même à décrocher la municipalité de Karachi, Mustafa Kamal et Waseem Akhtar se succédant au poste de maire depuis 2005,,.